# Theresa Kunigunda Sobieska
Theresa Kunigunda Sobieska, född 1676, död 1730, var kurfurstinna av Bayern. Hon var gift med Maximilian II Emanuel av Bayern. Under åren 1704–1705, då Bayerns hov evakuerades till Bayerns provins Pfalz, tjänstgjorde hon som regent under makens frånvaro.    

## Biografi

Prinsessan Teresa Kunigunda Sobieska (1676-1730), gift med Maximilian II Emanuel - Nationalmuseum - 138649

Sobieska var dotter till Polens kung Johan III Sobieski och Marie Casimire Louise de la Grange d'Arquien. Hon blev den andra makan till Bayerns kurfurste Maximilian, tre år efter hans första makas död. Hennes politiska kontakter betraktades som viktiga av den ambitiöse Maximilian, och hon förde med sig en stor hemgift på en förmögenhet av 50.000 taler. Vigseln ägde rum i Wesel den 12 januari 1695. 
Vid tiden för giftermålet var maken guvernör i Spanska Nederländerna, och paret levde därför de första åren i Bryssel. År 1701 lämnade paret Bryssel och upprättade ett hov i München i Bayern. Maximilian deltog i Spanska tronföljdskriget på Frankrikes sida mot Österrike. Efter Slaget vid Blenheim 1704 ockuperades Bayern av Österrike. Maximilian flydde då till Bryssel, men lämnade kvar Theresa Kunigunda och hennes barn i Bayern. Kejsar Leopold vill dock undvika opposition mot ockupationen från lokalbefolkningen, och utnämnde därför Theresa Kunigunda till ställföreträdande regent i Bayern under sin makes frånvaro. 
Efter kejsar Leopolds död 5 maj 1705 försämrades villkoren i den kejsarliga ockupationen av Bayern med tunga skatter, tvångsrekrytering och soldatinkvartering, och vid hösten utbröt flera uppror. Efter massakern på julafton 1705 kände Theresa Kunigunda sig utsatt för livshot och flydde ur landet. Hon lämnade kvar sina barn, som togs i kejserligt förvar, och flydde i sällskap med sin biktfader till sin mor, Polens änkedrottning, som då bodde i Venedig. Theresa Kunigunda tillbringade resten av kriget hos sin mor, och följde denna först till Rom och senare Frankrike. År 1715 drog sig Maximilian ur kriget och kunde återvända till Bayern i sällskap med Theresa Kunigunda. 
Efter makens död 1726 besökte hon regelbundet Venedig på spa-behandling, där hon också avled 1730.